# Claudio Dadómo
Claudio Martín Dadómo Minervini (ur. 10 lutego 1982 w Montevideo) – urugwajski piłkarz występujący na pozycji obrońcy. Zawodnik klubu River Plate Montevideo.

## Kariera klubowa
Dadómo karierę rozpoczynał w 2000 roku w Montevideo Wanderers. W 2003 roku odszedł do zespołu Club Nacional i w tym samym roku wywalczył z nim wicemistrzostwo Urugwaju. W 2004 roku wrócił do Montevideo Wanderers. Tym razem spędził tam 4 lata.
W 2008 roku Dadómo przeszedł do szwedzkiego klubu Hammarby IF. W Allsvenskan zadebiutował 31 marca 2008 roku w wygranym 1:0 pojedynku z Ljungskile SK. W Hammarby spędził sezon 2008. Potem wrócił do Urugwaju, gdzie został graczem klubu Cerro. Jego barwy reprezentował przez 2 lata.
W 2010 roku Dadómo podpisał kontrakt z greckim zespołem AEK Ateny. W Superleague Ellada zadebiutował 24 października 2010 roku w wygranym 1:0 spotkaniu z Panathinaikosem. W 2011 roku zdobył z zespołem Puchar Grecji. W tym samym roku odszedł do Ergotelisu, także grającego w Superleague Ellada. Spędził tam pół roku, a na początku 2012 roku przeniósł się do River Plate Montevideo.

## Kariera reprezentacyjna
W reprezentacji Urugwaju Dadómo zadebiutował 20 lipca 2001 roku w przegranym 0:1 meczu fazy grupowej Copa América 2001 z Hondurasem. Na tamtym turnieju, zakończonym przez Urugwaj na 4. miejscu, zagrał jeszcze w pojedynku o 3. miejsce, również z Hondurasem (2:2, 4:5 w rzutach karnych).
W latach 2001-2003 w drużynie narodowej Dadómo rozegrał łącznie 3 spotkania.